# Léon Autonne
Léon Autonne, né le 18 juillet 1859 à Odessa (Empire russe) et mort le 12 janvier 1916 à Paris, est un ingénieur et mathématicien français, spécialiste de géométrie algébrique, équation différentielle et algèbre linéaire. 

## Carrière
Léon Autonne étudie à l'École polytechnique de 1878 à 1880 et ensuite à l'École nationale des ponts et chaussées et devient ingénieur en chef. Il obtient, en 1882, son doctorat à la faculté des sciences de Paris avec la thèse Recherches sur les intégrales algébriques des équations differentielles à coefficients rationnels avec Charles Hermite en tant que membre du comité de thèse. Sa thèse, dirigée par Henri Poincaré, se base sur des recherches entamées par Camille Jordan.
Entré au corps  des Ponts et Chaussées, il est affecté le 1er juillet 1884 à Lyon où il est chargé des lignes de transport. Il est élu le 2 juin 1903 à l'Académie des sciences, belles-lettres et arts de Lyon.
En 1891, dans les Comptes rendus hebdomadaires des séances de l'Académie des sciences, un article de Autonne est le premier à mentionner le concept de  groupe de Lie,. 
Il est récompensé par le prix Dalmont en 1894.
La factorisation Autonne-Takagi de matrices symétriques complexes porte son nom. 
Il est conférencier au congrès international des mathématiciens en 1897, 1900, 1904 et 1908 et est fait chevalier de la Légion d'honneur le 6 janvier 1902.